# 香久山村 (愛知県)
香久山村（かぐやまむら）は、愛知県愛知郡にかつてあった村。
現在の日進市の西部（香久山・野方町・赤池町・浅田町・梅森町・折戸町・蟹甲町など）に該当する。

## 歴史
- 1871年（明治4年）- 藤枝村が藤枝村[1]と蟹甲新田に分立する。
- 1889年（明治22年）10月1日 - 野方村、赤池村、浅田村、梅森村、折戸村、蟹甲新田が合併し、香久山村が発足。
- 1906年（明治39年）5月10日 - 岩崎村、白山村と合併し、日進村発足。同日香久山村は廃止。